# جيرالدين الكيو فيلارومان
جيرالدين الكيو فيلارومان (من مواليد 5 أكتوبر 1970) هي سياسية فلبينية وممثلة / مغنية بدوام جزئي . شغلت منصب أول محافظ لجزر ديناجات في الفلبين عند تأسيسها في عام 2006. خدمت Villaroman بمركز المحافظ من 1 يوليو 2007 حتى عام 2010، عندما هزمت هي وخلفها الحاكم الثاني للمقاطعة، غليندا ب . اكليو، التي هي والدة Villaroman .

## حياتها العائلية
فيلارومان هي ابنة روبن الكيو، مؤسسة الجمعية الخيرية للمبشرين الفلبينية، وأخت غويندولين اكلو السياسي الديني المثير للجدل روبن اكلو الابن .وهي متزوجة من شخص غير سياسي ومن غير المشاهير.